# Fête de la Réconciliation
La fête de la Réconciliation est une proposition de fête nationale due au Conventionnel Gamon. 
Le 22 thermidor an III, Gamon demanda qu'une fête soit organisée pour donner à la France « l'exemple utile d'une réconciliation générale », mais son idée ne fut pas prise en considération.

## Sources
- Jean Tulard, Jean-François Fayard et Alfred Fierro, Histoire et dictionnaire de la Révolution française. 1789–1799, Paris, éd. Robert Laffont, coll. « Bouquins », 1987, 1998 [détail des éditions] (ISBN 978-2-221-08850-0).